# 管樂團
管樂團是由木管乐器、銅管樂器以及打击乐器所組成，演奏曲目包括原創的管樂曲、改編的古典音乐、轻音乐以及流行音乐。雖然管樂團跟行進樂隊所使用的樂器很接近，但是管樂團的主要目的是管樂合奏。

## 名稱
- 英語的稱法甚多：concert band、wind band、symphonic band、symphonic winds、wind orchestra、wind symphony、wind ensemble、symphonic wind ensemble
- 荷蘭語：Harmonieorkest、Harmonie
- 西班牙語與葡萄牙語：Banda Sinfónica
- 法語：Orchestre d'Harmonie
- 德語：Blasorchester、Blaskapelle、Blasphilharmonie、Bläserphilharmonie
- 義語：Banda、Banda Musicale、Orchestra di Fiati
- 匈牙利語：Fúvószenekar
- 斯洛維尼亞語：Pihalni Orkester
- 挪威文語：Janitsjar、Musikkorps
- 瑞典語（受德語影響）：Blåsorkester
- 芬蘭語：Soittokunta
- 俄語：Духовой Oркестр

## 背景

### 和聲樂隊
和聲樂隊（德語：Harmonie）流行於18世紀中旬至19世紀，常見由五至八人組成，使用雙簧管、單簧管、低音管、法國號等樂器。莫扎特的B♭大調小夜曲（目錄第361號）、E♭大調小夜曲（目錄第375號）皆屬於這類作品。

### 今日各國發展

#### 中華民國（臺灣）
荷蘭統治時期的1624年，臺灣已經有管樂隊的出現。1942年，日本轄下的臺灣地區已有多達53個管樂隊，多於婚喪喜慶等儀式場合擔任伴奏角色，其成員與活動並不特別受到重視。1949年，國民政府播遷來臺，重視軍樂發展，並將軍樂隊引進各級學校。1951年7月政工幹校成立，下設的業科班音樂組亦開辦專門的音樂教育課程，學生須接受和聲、對位、配器等理論教育。歷經軍、民兩方多年推動，管樂教育資源始日益健全，此外演奏人才陸續學成歸國，也促成一股蓬勃的臺灣管樂發展現勢。除軍方系統外，民間各級學校也陸續籌組樂隊或儀隊，以師大（1950年）、台大（1954年）及北一女中（1963年）等為其中代表。1972年，管樂合奏被納入臺灣區音樂比賽的項目。1976年，「自強管樂隊」成立，而後更名為「幼獅管樂團」，此樂團對臺灣管樂的發展有重要的影響。1979年，台北市立交響樂團轄下的「台北青少年管樂團」成立，同屬臺灣管樂界重要的里程碑。
管樂師資橫跨軍、民兩界的現象，乃是時局所致，戰時的政軍關係密切，各單位間尤其以不分彼此的方式相互協助，在資源匱乏的年代共同擔負教育的責任。也因此，在臺灣管樂合奏的早期發展歷程中，軍樂體系演奏者的貢獻甚鉅，舉凡樊爕華、許德舉、薛耀武、劉天林、畢學富等人，對於後輩管樂人才的養成皆有相當的影響性。
軍民合作的臺灣管樂文化，在1980年代後逐漸式微，隨著專業師資和設備的擴充，民間管樂活動已經能夠自給自足。台灣管樂協會指出，台灣的小、中學，以及大專院校等場域，在2007年合計約有1,500個管樂團隊之多。另根據教育部國教司統計，2007年臺灣「共有2,941校有藝團，有1,997,269位國中小學生至少會吹奏一樣樂器」，顯示隨著管樂藝才教育成果逐漸壯大，基層學生也從中直接受惠，凡此皆是管樂文化在臺灣穩定發展的正面現象。

## 外部連結
- Florida Bandmasters' Association list of concert music
- British Association of Symphonic Bands and Wind Ensembles （页面存档备份，存于）
- Community-Music （页面存档备份，存于） - a comprehensive resource for community band musicians and conductors
- Directory of American Community Concert Bands and Wind Ensembles
- Directory of Canadian Community Concert Bands and Wind Ensembles （页面存档备份，存于）
- Art of the States: symphonic band works for symphonic band by American composers
- Brassmusic.Ru — Russian Brass Community （页面存档备份，存于）